# Epimyrma corsica
Epimyrma corsica é uma espécie de formiga da família Formicidae. É endémica da França.

## Ciclo de vida
A rainha da E. corsica invade formigueiros doutra espécie (como a Leptothorax exilis) e mata a rainha da espécie hospedeira (como é habitual entre as formigas do género Epimyrma); sendo aceite pelas obreiras da espécie parasitada, produz apenas novas rainhas e machos (a espécie não tem obreiras, dependendo das obreiras da espécie hospedeira, e nascem muitas mais rainhas do que machos), que acasalam dentro do formigueiro (o que levará a elevada consanguinidade, já que de geração para geração o acasalamento será sempre entre irmãos). Na Primavera, após hibernarem, as novas rainhas abandonam o formigueiro e vão tentar invadir outros formigueiros das espécies hospedeiras. As colónias terão uma vida média de 3 anos (o tempo que demora até morrerem todas as obreiras da espécie original).